# James Young
James Young (1 de enero de 1872 - 9 de junio de 1948) fue un director, actor y guionista cinematográfico estadounidense de la época del cine mudo. 

## Biografía
Nacido en Baltimore, Maryland, antes de dedicarse al cine, Young tuvo una exitosa carrera como actor teatral, actuando en el circuito de Broadway y a lo largo del país. Su primera esposa fue la libretista Rida Johnson Young, que a menudo componía con Victor Herbert. 
Ya en el ámbito del cine mudo, Young dirigió 93 filmes entre 1912 y 1928, y actuó en un total de 62 cintas entre 1909 y 1917.
James Young falleció en 1948 en la ciudad de Nueva York. La segunda esposa de Young fue la actriz cinematográfica Clara Kimball Young.

## Selección de su filmografía
- The Wishing Ring (1914)
- Without Benefit of Clergy (1921)
- The Infidel (1922)
- Omar the Tentmaker (1922)
- Ponjola (1924) (codirigida con Donald Crisp)
- The Bells (1926)